# Hammick-Reaktion
Die Hammick-Reaktion ist eine Namensreaktion der organischen Chemie. Die Reaktion wurde nach dem englischen Chemiker Dalziel Hammick (1887–1966) benannt. Bei der Reaktion wird eine α-Picolinsäure mit einer Carbonylverbindungen zu einem 2-Pyridin-Alkohol umgesetzt.

## Übersichtsreaktion
Die Hammick-Reaktion wird hier beispielhaft an der Reaktion von Picolinsäure mit Acetaldehyd durchgeführt:
Bei der Reaktion entsteht das 1-(Pyridin-2-yl)-ethanol.

## Reaktionsmechanismus
Der Reaktionsmechanismus der Hammick-Reaktion wird hier an dem oben genannten Beispiel erklärt:
Bei der Picolinsäure (1) wird durch Wärme eine Wasserstoffbrückenbindung zwischen dem Stickstoffatom und dem Wasserstoffatom der Alkoholgruppe ausgebildet. Aus der Picolinsäure 2 wird dann durch Elektronenumlagerung Kohlenstoffdioxid abgespalten. Es bildet sich ein Pyridin-Carben 3, das dann das die Carbonylgruppe des Acetaldehyds angreift und das Alkoholat 5 entsteht. Durch eine intermolekulare Umlagerung eines Protons bildet sich das gewünschte Produkt 6, das 1-(Pyridin-2-yl)-ethanol.